# 홍영표
홍영표(洪永杓, 1957년 4월 30일~)는 대한민국의 정치인으로, 국무총리비서실 시민사회비서관 등을 지낸, 제18·19·20·21대 국회의원이다.
1957년 전라북도 고창군에서 3남 2녀 중 장남으로 출생하였다. 조부는 일제강점기 조선총독부 중추원 참의를 지내 친일파 708인 명단에 수록된 인사 중 한 명인 홍종철이다.
1983년 대우자동차 용접공으로 시작해 대우자동차 노조를 결성하였다. 1985년 파업이 발생해 김우중 대우그룹 회장과 임금 인상을 합의했으나 1985년 4월 30일 체포되어 1985년 5월 4일 구속되었다. 구속기소된 홍영표는 1985년 10월 19일 1심에서 징역 2년을 선고받았고 항소 후 1986년에 징역 1년이 확정되었다.
2002년 개혁국민정당에 참여하여 조직위원장을 맡아 노무현 새천년민주당 후보의 제16대 대통령 선거 당선에 공을 세웠고, 노무현 정부에서 국무총리실 시민사회비서관을 지냈다.
2009년 4.29 재보선에서 인천 부평구 을 지역에 당선된 후 4선 국회의원을 역임하였다. 2012년 대선 때 문재인 후보 캠프 종합상황실장을 맡았고, 문재인 후보의 대선 과정을 기술한 저서 《비망록》을 출판하기도 했다. 2018년 5월 11일 치러진 더불어민주당 원내대표 선거에서 116표 중 78표를 얻어, 38표를 얻은 노웅래 의원을 제치고 당선되었다.
2024년 4월 제22대 총선에서는 새로운미래 후보자로 부평구 을에 출마하였으며, 낙선하였다.

## 학력
- 고창국민학교 졸업
- 고창중학교 졸업
- 이리고등학교 졸업
- 동국대학교 철학과 학사
- 동국대학교 행정대학원 행정학 석사
- 동국대학교 대학원 행정학 박사과정 수료

## 경력
- 1982년: 새한자동차(대우자동차, 현 한국GM) 입사
- 1982년: 새한자동차 사원
- 1985년: 대우자동차 노동자대표
- 1990년: 대우그룹 노동조합협의회 사무처장
- 1993년: 한국노동운동연구소 소장
- 1995년: 대우자동차 영국판매법인 주재원 근무
- 2001년: 참여연대 정책위원
- 2002년: 개혁국민정당 중앙당 조직위원회 위원장
- 2004년: 제17대 국회의원 선거 인천 부평구 갑 열린우리당 국회의원 예비후보
- 2004년: 국무총리비서실 시민사회비서관
- 2006년: 열린우리당 특임위원 겸 자문위원
- 2006년: 저출산고령화대책 연석회의 지원단 부단장
- 2007년: 재정경제부 FTA 국내대책본부 본부장
- 2008년: 우석대학교 유통통상학부 초빙교수
- 2009년 4월 29일: 2009년 상반기 재보궐선거 당선(인천 부평구 을, 민주당, 초선)
- 2009년 6월~2010년 10월: 민주당 노동특별위원회 위원장
- 2009년 6월~2011년 5월: 민주당 원내부대표
- 2010년 10월~2013년 1월: 민주당→민주통합당 전국노동위원회 위원장
- 2011년 5월~2012년 1월: 민주당→민주통합당 원내대변인
- 2012년 1월~2012년 4월: 민주통합당 당대표 비서실장
- 2012년 4월 11일: 대한민국 제19대 국회의원 선거 당선(인천 부평구 을, 민주통합당, 재선)
- 2015년 1월~2016년 8월: 새정치민주연합→더불어민주당 인천광역시당 위원장
- 2016년 4월 13일: 대한민국 제20대 국회의원 선거 당선(인천 부평구 을, 더불어민주당, 3선)
- 2017년 4월~2017년 5월: 제19대 대통령 선거 더불어민주당 문재인 후보 국민주권공동선거대책위원회 일자리위원회 위원장
- 2018년 5월 11일~2019년 5월 8일: 더불어민주당 원내대표
- 2020년 4월 15일: 대한민국 제21대 국회의원 선거 당선(인천 부평구 을, 더불어민주당, 4선)
- 2020년 11월~2023년 8월: 민주주의 4.0 연구원 이사
- 2021년 7월~2021년 10월: 제20대 대통령 선거 더불어민주당 이낙연 대통령 경선후보 필연캠프 선거대책위원회 위원장
- 2024년 3월: 더불어민주당 탈당 및 새로운미래 입당
- 2024년 3월~2024년 4월: 새로운미래 제22대 국회의원 선거 선거대책위원회 공동상임선거대책위원장
- 2024년 7월: 새로운미래 탈당

### 의정 활동
- 2009년 4월 30일~2012년 5월 29일: 제18대 국회의원(인천 부평구 을, 민주당→민주통합당, 초선)
  - 2009년 5월~2012년 5월: 제18대 국회 전반기, 후반기 환경노동위원회 위원
  - 2009년 6월~2011년 5월: 제18대 국회 전반기, 후반기 운영위원회 위원
  - 2010년 6월~2011년 5월: 제18대 국회 후반기 예산결산특별위원회 위원
  - 2010년 6월~2011년 6월: 제18대 국회 일자리만들기특별위원회 위원
- 2012년 5월 30일~2016년 5월 29일: 제19대 국회의원(인천 부평구 을, 민주통합당→민주당→새정치민주연합→더불어민주당, 재선)
  - 2012년 7월~2014년 5월: 제19대 국회 전반기 환경노동위원회 간사
  - 2014년 6월~2014년 10월: 제19대 국회 후반기 산업통상자원위원회 위원
  - 2014년 10월~2016년 5월: 제19대 국회 후반기 산업통상자원위원회 간사
  - 2015년 12월~2016년 5월: 제19대 국회 후반기 산업통상자원위원회 위원장 직무대행
- 2016년 5월 30일~2020년 5월 29일: 제20대 국회의원(인천 부평구 을, 더불어민주당, 3선)
  - 2016년 6월~2018년 5월: 제20대 국회 전반기 환경노동위원회 위원장
  - 2018년 7월~2019년 6월: 제20대 국회 후반기 운영위원회 위원장
  - 2018년 7월~2020년 5월: 제20대 국회 후반기 정보위원회 위원
  - 2019년 7월~2019년 8월: 제20대 국회 후반기 정치개혁특별위원회 위원장
- 2020년 5월 30일~2024년 5월 29일: 제21대 국회의원(인천 부평구 을, 더불어민주당→무소속→새로운미래, 4선)
  - 2020년 6월~2022년 5월: 제21대 국회 전반기 국방위원회 위원
  - 2022년 7월~2024년 5월: 제21대 국회 후반기 기획재정위원회 위원

### 인천 지역 사회 활동
- 더 좋은 민주주의 연구소 이사
- 산곡남중학교 운영위원
- 주거환경연합 인천지부 자문위원

## 전과
- 건조물침입, 폭력행위등 처벌에관한법률위반, 집회및시위에관한법률위반, 노동쟁의조정법위반: 징역 1년 - 1986년 2월 15일 선고, 1987년 7월 10일 특별복권[4]
- 폭력행위등처벌에관한법률위반, 노동조합법위반, 노동쟁의조정법위반, 건조물침입: 징역 1년 6월 - 1991년 12월 10일 선고, 1995년 8월 15일 특별복권[4]
- 노동조합법위반: 벌금 200만원 - 1994년 12월 15일 선고[4]

## 특이 사항
- 2016년 제20대 총선 당시 일부 광복회 간부들과 회원들은 홍 후보 지지를 선언하였다.[3]

## 역대 선거 결과
|  | 38.15% |

|  | 49.54% |

|  | 55.24% |

|  | 43.77% |

|  | 56.13% |

|  | 8.25% |

## 소속 정당
| 소속 정당 | 소속 정당      | 소속 기간 | 비고           |
| --------- | -------------- | --------- | -------------- |
|           | 개혁국민정당   | 2002~2003 | 창당 정계 입문 |
|           | 무소속         | 2003      | 탈당           |
|           | 열린우리당     | 2003~2007 | 창당           |
|           | 대통합민주신당 | 2007~2008 | 합당           |
|           | 통합민주당     | 2008      | 합당           |
|           | 민주당         | 2008~2011 | 당명 변경      |
|           | 민주통합당     | 2011~2013 | 합당           |
|           | 민주당         | 2013~2014 | 당명 변경      |
|           | 새정치민주연합 | 2014~2015 | 합당           |
|           | 더불어민주당   | 2015~2024 | 당명 변경      |
|           | 무소속         | 2024      | 탈당           |
|           | 새로운미래     | 2024      | 입당           |
|           | 무소속         | 2024~현재 | 탈당 정계 은퇴 |

## 같이 보기
- 부평구 을
- 인천 부평구의 국회의원